# Felipe dal Belo
Felipe Dias da Silva dal Belo, legtöbbször egyszerűen Felipe (Guaratinguetá, 1984. július 31. –) brazil labdarúgó.